# Лысая (гора, Партизанский хребет)
Лысая — одна из вершин горной системы Сихотэ-Алинь.
Высота Лысой горы 1560,7 метров над уровнем моря, это одна из высочайших вершин Приморского края. В 1,9 км к юго-западу от Лысой находится вершина с отметкой 1578,0 м. Гора имеет наибольшую относительную высоту в крае, превышающую 1200 м. Через Лысую проходит граница между Партизанским и Лазовским районами.
Вершина каменистая. Название совпадает с другой вершиной,которая находится северо-восточнее и входит в природный парк «Зов тигра».
На склонах горы расположен ключ Еломовский, один из притоков реки Киевка. На Еломовском ключе в 7 км от села Беневское имеется 23-метровый водопад, часть Беневского каскада.

## Топографические карты
- Лист карты K-53-VIII Партизанск. Масштаб: 1 : 200 000. Состояние местности на 1976-80 год. Издание 1983 г.
- Лист карты K-53-28 Беневское. Масштаб: 1 : 100 000. Указать дату выпуска/состояния местности.